# Ctenopelma neurotomae
Ctenopelma neurotomae är en stekelart som beskrevs av Barron 1981. Ctenopelma neurotomae ingår i släktet Ctenopelma och familjen brokparasitsteklar. Inga underarter finns listade i Catalogue of Life.